# Часниківка (Ніжинський район)
Часникі́вка —  село в Україні, у Батуринській територіальній громаді Ніжинського району Чернігівської області.

## Історія
Засновано у XVII. Назва походить від фамілії полковника Часника.
12 червня 2020 року, відповідно до розпорядження Кабінету Міністрів України № 730-р «Про визначення адміністративних центрів та затвердження територій територіальних громад Чернігівської області», увійшло до складу Батуринської міської громади.
19 липня 2020 року, в результаті адміністративно-територіальної реформи та ліквідації Бахмацького району, село увійшло до складу Ніжинського району Чернігівської області.

## Населення

### Мова
Розподіл населення за рідною мовою за даними перепису 2001 року:
| Мова       | Кількість | Відсоток |
| ---------- | --------- | -------- |
| українська | 377       | 95.20%   |
| російська  | 18        | 4.54%    |
| румунська  | 1         | 0.26%    |
| Усього     | 396       | 100%     |

## Сучасний стан
- НВК (навчально - виховний комплекс сад - школа)
- клуб
- ФАП
- бібліотека
- магазини
- два асфальтові заводи
- бурякоприймальний пункт